# Змийски папрати
Змийските папрати (Ophioglossales) са разред растения в клас Псилотовидни (Psilotopsida), отдел Папратовидни (Pteridophyta).
Гаметофитите на змийските папрати са подземни, а спорите не поникват, ако са изложени на слънчева светлина. Гаметофитите могат да прекарат две десетилетия без да образуват спорофит. Повечето видове образуват само едно едногодишно листо. Корените са къси и удебелени. Друга особеност е, че някои видове змийски папрати имат най-големият брой хромозоми, известен сред всички растения - до 630 при Ophioglossum verticillatum.

## Семейства
- Botrychiaceae
- Helminthostachiaceae
- Ophioglossaceae